# Герб Каміні
Ге́рб Камі́ні — офіційний символ містечка Каміня, Португалія. Використовується як територіальний герб. У червоному щиті три срібні вежі із червоними вікнами і брамами, з яких найвища — середня. Вони стоять на трьох чорних островах, оточених водою у вигляді трьох хвилястих смуг — срібної, синьої і срібної. Щит увінчує срібна мурована містечкова корона з чотирма вежами.  Під щитом біла стрічка, на якій великими літерами напис португальською: «Caminha» (Каміня).  Офіційно затверджений 28 травня 2003 року.  

## Галерея

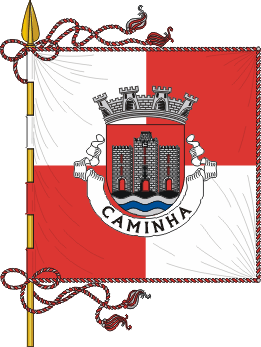
Прапор